# Jenny Alm

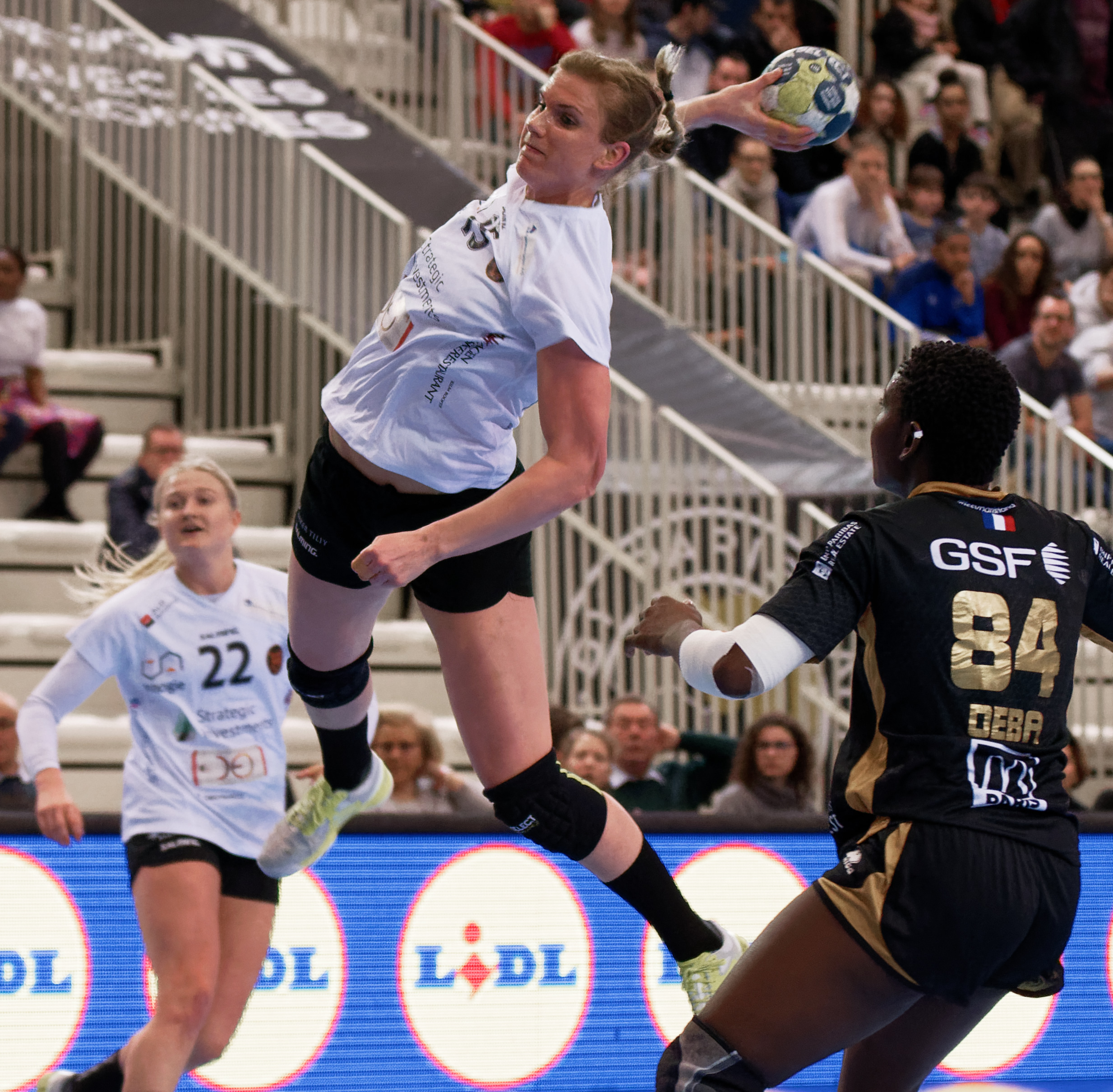
28 janvier 2018.

Jenny Alm, née le 10 avril 1989 à Uddevalla, est une handballeuse internationale suédoise, qui évolue au poste d'arrière gauche.

## Biographie
Elle met fin à sa carrière à l'issue de la saison 2018-2019.

## Palmarès

### En club
compétitions nationales
- championne de Suède en 2012, 2013, 2014 et 2015 (avec IK Sävehof)
- championne du Danemark en 2016 (avec Team Esbjerg) et 2018 (avec Copenhague Handball)

### En équipe nationale
championnats d'Europe
- troisième du championnat d'Europe 2014

autres
- 4e place du championnat d'Europe junior en 2007[4]